# Yelvertoft
Yelvertoft is een civil parish in het bestuurlijke gebied Daventry, in het Engelse graafschap Northamptonshire met 764 inwoners.